# زمین‌داور
زَمین‌داوَر منطقه‌ای تاریخی در محدودهٔ کشور افغانستان در ولایت هلمند می‌باشد. زمین‌داور در میان سجستان و غور واقع شده بود. زمین‌داور به صورت دره‌ای بوده که رود هیرمند که از کوه‌های هندوکش جاری می‌شده پس از سیراب نمودن این سرزمین به بست می‌رسیده‌است. زمین‌داور در دورهٔ اسلامی منطقه‌ای پرجمعیت و آباد بوده‌است و چهار شهر عمده داشته: دَرتَل، دَرغَش، بغنین و سروان.

## روایات تاریخی زمین‌داور
این سرزمین را مورخان و جغرافیدانان اسلامی به نام‌های «بلد داور، ارض داور، داور، و زمینداور» ذکر کرده‌اند که مراد از همه یعنی تلفظ عربی و فارسی آن، یکی است و به گفته لسترنج به معنی معبرهای کوهستان می‌باشد.
بوسورت محقق انگلیسی می‌گوید: در گزارشی دربارهٔ فتوح یعقوب بن لیث که دو قرن پس از حمله عبدالرحمن بن سمره بر زمینداور روی داد از پرستشگاه «زون» یاد می‌شود که بر سر کوهی نهاده بود. دراین محل شاه را خدا می‌خواندند و بر تخت زرینی که بر شانه‌های دوازده نفر حمل می‌شد، از یک جا به جای دیگری می‌رفت؛ بنابراین «زمینداور» ریشه در نام معبد «زون- دادتبر») خدای دادگر دارد که به معنی سر سرزمین دادگری و انصاف و داوری می‌باشد.
از مورخان اسلامی، قدیم‌ترین مورخی که از این سرزمین یاد کرده، احمدبن یحیی بغدادی معروف به بلاذری است که در سال ۲۵۵هجری در جمله فتوحات مسلمین در سیستان، نام «داور» را ذکر نموده‌است.
بلاذری، ابن خرداذبه و ابن فقیه و اصطخری، آنجا که به توصیف و تعریف شهرهای عمده سیستان پرداخته‌اند، از این سرزمین بنام «بلاد الداور» نامبرده‌اند.
ابوالفضل بیهقی مورخ دربار غزنویان گوید: "درسال ۴۰۱ هجری محمود به غز و غور رفت براه زمین داور از بست پسران خود (محمد و مسعود) و برادرش یوسف را فرمود تا آنجا مقام کردند و بنه‌های گرانبها آنجا ماند وایشان را آنجا بدان سبب ماند که زمینداور مبارک داشتی، که نخست ولایتی که امیرعادل سبکتگین وی را داد آن ناحیه بود.
یاقوت حموی، در آغاز قرن هفتم هجری می‌نویسد که: «زمینداور» به کسر اول و ثانی و فتح واو شهر وسیعی است واقع بین سجستان و غور، و شهرهای وروستاهایش بین بست و بکرآباد قرارگرفته که دارای جوی‌های آب و نخلستان بسیار است.وی درجای دیگری زیر عنوان «داور» می‌نویسد: اهل آن، آنجا را «زمینداور» می‌نامند و معنی آن ارض داور است.
یاقوت حموی گوید:درعصر خلافت عثمان، عبدالرحمن بن سمره پس از فتح سیستان بسوی زمینداور شتافت و در آنجا بر: «کوه زور» دست یافت و در آن کوه بتی بزرگ از طلای خالص یافت که چشمانش از یاقوت بود. پس عبدالرحمن دست‌های بت را برید و چشمانش را کشیده به مجاور آن گفت: اینست طلا و جواهر، فقط می‌خواستم به شما بفهمانم که این بت نه ضرر می‌تواند برساند ونه نفع.
اصطخری از ترکان خَلَج زمین‌داور یاد کرده‌است.

## باغ ران یا باغ ارم
در ولایت هلمند، در ناحیه کوهستانی زمینداور، در بخش علیای بند کجکی، یک ولسوالی به نام «باغ ران» مسمی است که از سمت شمال با ولایت غور و از سمت شرق با ولایت اروزگان هم‌مرز است. این ولسوالی دارای دره‌های سرسبز و پرآب و درختان سرشار از میوه دار و بی میوه می‌باشد. نام باغ ران در کتب عمومی دیده نمی‌شود، اما در منابع تاریخی و ادبی، در این ناحیه از محلی به نام «باغ ارم» ذکر شده و در وصف آن گفته شده‌است که زمانی بوی گل و صدای بلبش پادشاهان را جذب این باغ می‌کرده‌است تا به تماشای این این باغ بی‌آیند.